# Голос Церкви
«Голос Церкви» — ежемесячный церковно-общественный журнал, издававшийся с 1912 по 1917 годы в Москве, с 1918 года — в Петрограде.
В журнале публиковал свои статьи (в том числе свои «Духовные дневники») архимандрит Арсений (Жадановский). В годы гонений на церковь при большевистской власти номера журнала пользовались среди православных популярностью: отдельные их выпуски передавались из рук в руки, завещались в случае смерти родственникам и друзьям и даже переписывались от руки.

## Редакторы
- 1912—1917 — Арсений (Жадановский), архимандрит[3]
- 1917—1918 — Айвазов Иван Георгиевич, епархиальный миссионер